# 松本哲治
松本 哲治（まつもと てつじ、1967年10月19日 - ）は、日本の政治家。沖縄県浦添市長（4期）。2013年、浦添市長選で初当選。保守系市長で構成された市長連合「チーム沖縄」のメンバーである。

## 来歴

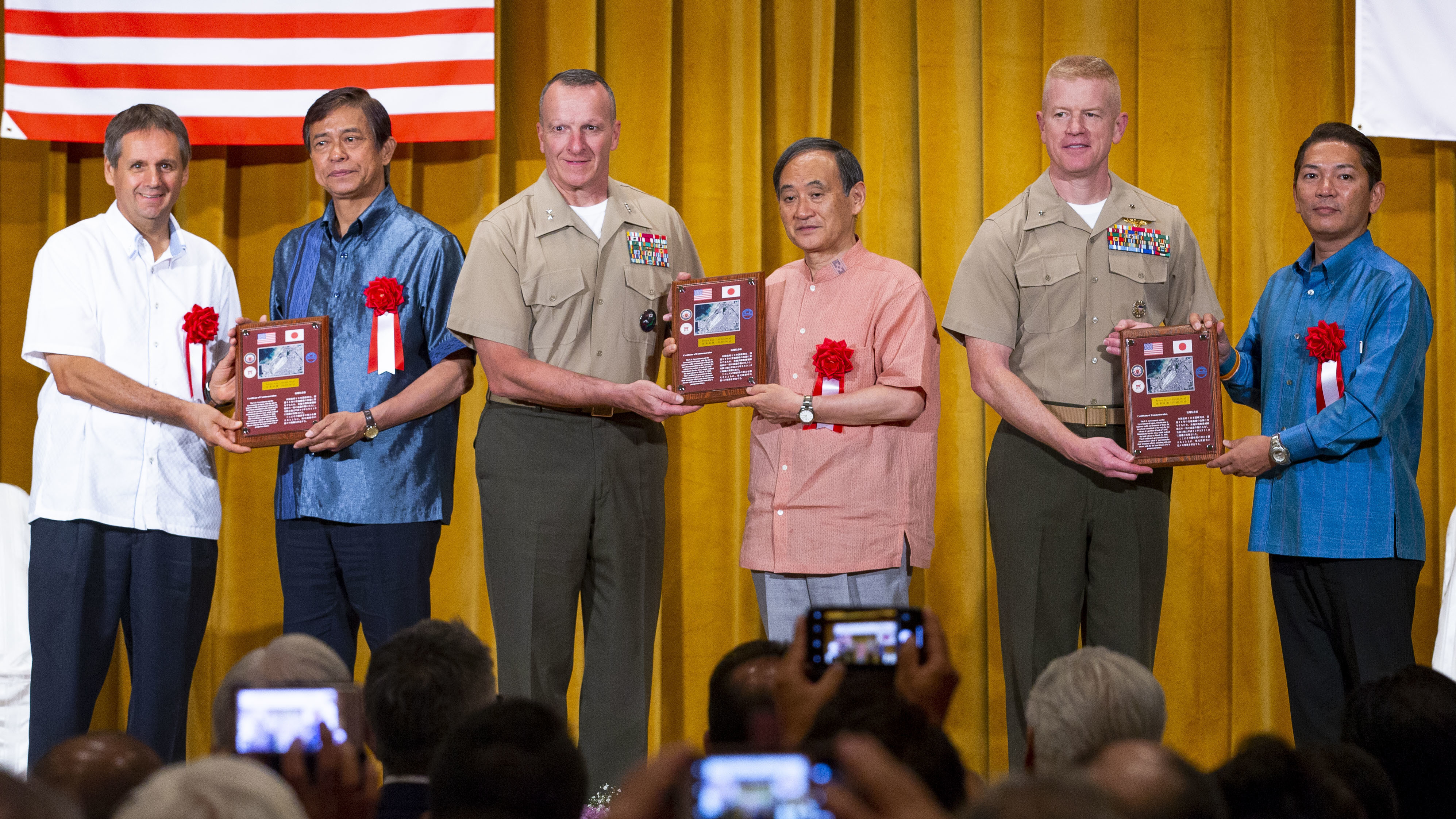
2018年5月20日の米海兵隊基地キャンプ・キンザー一部返還式典に参加した松本市長（一番右）。左から順に、ジョエル・C・エレンライク総領事、謝花喜一郎副県知事、チャールズ・G・シュローティ海兵隊少将、菅義偉内閣官房長官、ポール・J・ロック・Jr.海兵隊准将。

琉球政府浦添村（現・沖縄県浦添市）出身。浦添市立仲西小学校、浦添市立仲西中学校、興南高等学校卒業。1991年（平成3年）3月、琉球大学法文学部法政学科政治学コース卒業。東京で英国系金融コンサルティング会社に勤務したのち、1996年（平成8年）、カリフォルニア大学バークレー校修士課程修了。社会福祉学の修士号を取得。
浦添総合病院等に勤務したのち、2002年（平成14年）に福祉活動、まちづくり活動を主たる目的とするNPO法人を設立。代表理事に就任。

### 2013年浦添市長選挙
2013年（平成25年）2月10日に行われた浦添市長選挙において、松本は浦添市選出の県議らでつくる選考会の公募で選ばれ無所属で立候補。候補者は自由民主党、社民党、沖縄社会大衆党、民主党の推薦と仲井眞知事の支援を受けた元浦添市教育長の西原廣美、現職の儀間光男市長、松本の計3名。この年の市長選は米軍の那覇軍港の浦添市沖への移設問題が大きな争点となった。松本は「受け入れ反対」を公約に掲げて激戦を制し、初当選した。2月11日、市長就任。なお、松本は2015年（平成27年）4月20日に公約を撤回し「移設を受け入れる」と発表している（後述）。
※当日有権者数：83,533人 最終投票率：63.30%（前回比：pts）
| 候補者名 | 年齢 | 所属党派 | 新旧別 | 得票数   | 得票率 | 推薦・支持                                     |
| -------- | ---- | -------- | ------ | -------- | ------ | ---------------------------------------------- |
| 松本哲治 | 45   | 無所属   | 新     | 19,717票 | 37.76% |                                                |
| 西原廣美 | 65   | 無所属   | 新     | 16,997票 | 32.55% | （推薦）自民党・社民党・沖縄社会大衆党・民主党 |
| 儀間光男 | 69   | 無所属   | 現     | 15,501票 | 29.69% |                                                |

### 2017年浦添市長選挙
2017年（平成29年）2月12日執行。自由民主党、公明党の推薦を受けて出馬し、沖縄県知事の翁長雄志、県政与党の社民、社大、共産、自由、民進が推す元市議の又吉健太郎を破り再選。沖縄タイムスによると、2013年の選挙で掲げた「那覇軍港の浦添移設反対」の公約を取り下げたことへの理由を集会・街頭演説などで、受け入れ反対の立場から容認に転じた経緯の説明で有権者の不信感の払拭することで移設反対派の統一候補を跳ね除けて当選したと報道された。
※当日有権者数：87,525人 最終投票率：61.37%（前回比：-1.93pts）
| 候補者名   | 年齢 | 所属党派 | 新旧別 | 得票数   | 得票率 | 推薦・支持                                               |
| ---------- | ---- | -------- | ------ | -------- | ------ | -------------------------------------------------------- |
| 松本哲治   | 49   | 無所属   | 現     | 30,733票 | 58.23% | （推薦）自民党・公明党                                   |
| 又吉健太郎 | 42   | 無所属   | 新     | 22,043票 | 41.77% | （推薦）社民・社大・共産・自由・民進（支持）日本維新の会 |

### 2021年浦添市長選挙
2020年（令和2年）10月7日、那覇市内のホテルで開かれた後援会の激励会で3選出馬を表明。松本は表明の際、支持者に、那覇軍港の浦添ふ頭地区北側移設の受け入れについて「イノーを埋めて軍港を造るのは苦渋の決断だったが、腹をくくった」と述べた。12月8日、市民有志が日本共産党所属の市議の伊礼悠記に出馬要請。共産党、社民党、社大党の革新3政党が伊礼擁立へ向けて準備を整え、12月23日、伊礼は正式に出馬表明。「浦添市に軍港は絶対に造らせない。市民と共に訴えていきたい」と松本と反対の立場を強調した。那覇軍港移設に対する方針が定まっていないとして態度を保留していた立憲民主党は2021年（令和3年）1月11日、伊礼の支援を決めた。
2021年（令和3年）1月31日、市長選が告示。松本の出発式では、菅義偉首相からの「勝利を勝ち取ることを信じます」との電報が紹介された。玉城デニー知事は同日午後、「浦添初の女性市長を」とのタイトルで応援メッセージ動画をネット上に配信し、伊礼の支持を呼びかけた。
2月7日の投開票の結果、伊礼を破り3選。
※当日有権者数：89,814人 最終投票率：62.98%（前回比：+1.61pts）
| 候補者名 | 年齢 | 所属党派 | 新旧別 | 得票数   | 得票率 | 推薦・支持             |
| -------- | ---- | -------- | ------ | -------- | ------ | ---------------------- |
| 松本哲治 | 53   | 無所属   | 現     | 33,278票 | 59.66% | （推薦）自民党・公明党 |
| 伊礼悠記 | 38   | 無所属   | 新     | 22,503票 | 40.34% | オール沖縄             |

### 2025年浦添市長選挙
2025年（令和7年）2月9日執行。新日本婦人の会沖縄県本部事務局長の里道昭美を破り再選。
※当日有権者数：90,501人 最終投票率：50.73%（前回比：-12.25pts）
| 候補者名 | 年齢 | 所属党派 | 新旧別 | 得票数   | 得票率 | 推薦・支持     |
| -------- | ---- | -------- | ------ | -------- | ------ | -------------- |
| 松本哲治 | 57   | 無所属   | 現     | 29,607票 | 66%    | 自民党・公明党 |
| 里道昭美 | 67   | 無所属   | 新     | 15,240票 | 34%    |                |

## 市政・人物

### 那覇軍港の浦添市沖への移設問題
2013年の市長選において、日米政府が決めた米軍の那覇軍港の浦添市沖への移設問題が大きな争点となるが、松本は「受け入れ反対」を公約に掲げて初当選した。
2015年（平成27年）4月20日、公約を撤回し「移設を受け入れる」と発表。同年4月23日、菅義偉官房長官と首相官邸で会談し、西海岸開発を含む浦添市案への協力を要請。同年5月11日、浦添市議会の野党市議は、「学校給食費の無料化」など松本が掲げた公約の多くが実現されてないことに対する不信任決議案を提出する方針を固め、臨時議会の招集請求書を議長に提出したが、5月25日に開かれた臨時議会で不信任案は賛成少数で否決された。評論家の篠原章はこの問題について、「翁長雄志（沖縄県知事）の政治的策動の犠牲者」であると明かしている。
2019年（令和元年）10月24日、那覇軍港の浦添市移設をめぐり、玉城デニー知事、城間幹子那覇市長、松本は県庁で会談。浦添移設および浦添市西海岸開発を速やかに推進すること、那覇港管理組合や県、那覇市、浦添市で構成する「浦添埠頭地区調整検討会議」で議論することなどについて合意した。

### その他
- 2017年（平成31年）1月1日、浦添市は「レインボー都市うらそえ宣言」をし、性的マイノリティー（LGBT）に関する講演会などを実施した。同年10月、琉球大学法科大学院と「性の多様性の尊重」に関し連携・協力協定を締結。同性パートナーシップ証明や採用・待遇・昇進などでの配慮、性別による差別や暴力・ハラスメントの禁止などを盛り込んだ包括的な内容の条例の2020年春の施行を目指す[22]。

- 2021年（令和3年）10月1日、LGBTなど性的少数者のカップルが婚姻に相当する関係にあると認める「パートナーシップ宣誓制度」を導入した[23]

- 2018年（平成30年）に米海兵隊基地キャンプ・キンザーの一部返還が実現した際、同年5月20日に開催された記念式典には日本側代表者として菅義偉内閣官房長官、謝花喜一郎副県知事と共に参加した[24]。

- 2019年（令和元年）12月、自身の後援会事務局長を務めた元浦添市議の仲里勝憲が、統合型リゾート（IR）が絡む贈賄容疑で逮捕される。同年12月27日、松本は「幹部に任命したのは私で、監督する立場だった」と謝罪した[25]。
- 2023年（令和5年）6月、市内に開業したホテルをPRするため、浦添市が動画投稿アプリ「TikTok」の市公式アカウントに「市長が美女とホテルへ」と字幕が付いた動画を投稿。女性蔑視やセクハラに当たるとの指摘が市民らからあったとして、同年9月22日、松本は記者会見し「不快に感じた視聴者や市民に深くおわび申し上げる」と陳謝した。動画は冒頭で「市長が美女とホテルへ」と字幕があり、終盤では松本自身がプールサイドで女性従業員に「君も一緒にプールに入らない？」と誘う内容だった[26]。10月31日、浦添市は市公式アカウント「TikTok市長」への投稿の終了を発表。同日、同アカウント上に投稿された動画で松本が改めて謝罪。調査検証する機関を立ち上げて投稿内容の分析や削除、制作費240万円の扱いについて議論し、公表することを報告した。費用について「全額弁済する用意がある」とも述べた[27]。